# كارلوس بيرلوك

## روابط إضافية
- كارلوس بيرلوك على موقع رابطة محترفي التنس (الإنجليزية)
- كارلوس بيرلوك على موقع الاتحاد الدولي لكرة المضرب (الإنجليزية)
- كارلوس بيرلوك على موقع كأس ديفيز (الإنجليزية)
- كارلوس بيرلوك على موقع خلاصة التنس.كوم (الإنجليزية)
- كارلوس بيرلوك على موقع إي إس بي إن.كوم (الإنجليزية)
- كارلوس بيرلوك على موقع أوليمبيديا (الإنجليزية)
- Berlocq Recent Match Results
- Berlocq World Ranking History